# Вери (лунный кратер)
Кратер Вери (лат. Verу), не путать с кратером Вери на Марсе, — маленький ударный кратер в Море Ясности на видимой стороне Луны. Название присвоено в честь американского астронома Фрэнка Вашингтона Вери (1852—1927) и утверждено Международным астрономическим союзом в 1973 г. Сведения о периоде образования кратера отсутствуют.

## Описание кратера
Ближайшими соседями кратера являются схожий по размерам кратер Сарабхай на западе-юго-западе, крупный кратер Лемонье на востоке и маленький кратер Борель на юге-юго-востоке. На востоке от кратера Вери находится тянущиеся с севера на юг гряды Смирнова, входящие в состав образования с неофициальным названием Змеиный хребет. Селенографические координаты центра кратера 25°37′ с. ш. 25°21′ в. д. / 25,62° с. ш. 25,35° в. д., диаметр 4,7 км, глубина 0,56 км.
Высота вала кратера над окружающей местностью 180 м, объем кратера составляет приблизительно 5 км³. По морфологическим признакам кратер относится к типу ALC (по названию типичного представителя этого класса – кратера Аль-Баттани C).
До своего переименования в 1973 г. кратер назывался сателлитным кратером Лемонье B.

## Сателлитные кратеры
Отсутствуют.